# Distrikt Apata
Der Distrikt Apata liegt in der Provinz Jauja in der Region Junín im zentralen Westen Perus. Der Distrikt wurde am 2. Januar 1857 gegründet. Er hat eine Fläche von 420 km². Beim Zensus 2017 lebten 4638 Einwohner im Distrikt. Im Jahr 1993 betrug die Einwohnerzahl 6342, im Jahr 2007 4956. Verwaltungssitz ist die 3340 m hoch gelegene Ortschaft Apata mit 1282 Einwohnern (Stand 2017). Apata liegt 18 km südöstlich der Provinzhauptstadt Jauja.

## Geographische Lage
Der Distrikt Apata erstreckt sich quer zur peruanischen Zentralkordillere im Südosten der Provinz Jauja. Die Längsausdehnung in NNO-SSW-Richtung beträgt etwa 42 km. Den Nordteil des Distrikts durchfließt der Río Tambillo, ein linker Nebenfluss des Río Tulumayo, in nördlicher Richtung.
Der Distrikt Apata grenzt im Südwesten an die Distrikte San Lorenzo und Masma Chicche, im Westen an den Distrikt Molinos, im Nordosten an den Distrikt Monobamba, im Osten an den Distrikt Comas sowie im Süden an die Distrikte Heroínas Toledo, Santa Rosa de Ocopa und Matahuasi (die vier letztgenannten Distrikte befinden sich in der Provinz Concepción).

## Ortschaften im Distrikt
Im Distrikt Apata liegen neben dem Hauptort folgende größere Orte:
- La Nueva Esperanza (521 Einwohner)
- La Union (279 Einwohner)
- Libre Occidental (268 Einwohner)
- San Jose de Apata (275 Einwohner)
- San Juan de Atacocha (289 Einwohner)
- Santa Maria (290 Einwohner)